# Каламидас, Георгиос
Георгиос Каламидас  (греч. Γεώργιος Καλαμίδας; 1870, Амалиаполис — 1928, Афины)— греческий контр-адмирал начала XX века. 
Участник Балканских войн и Малоазийского похода, на последнем этапе которого командовал базировавшейся в Смирне «Второй эскадрой» греческого флота.

## Молодость
Георгиос Каламидас родился в городке Амалиаполис 30 ноября 1870 года.
Амалиаполис (до того Неа Мидзела) был основан выходцами из села Мидзела на северном побережье Пелиона.
Жители Мидзелы приняли массовое участие в Освободительной войне (1821 – 1829), сражаясь в основном на вооружённых коммерческих и рыбацких судах.
В отместку село было разрушено турками. Поскольку границы возрождённого греческого государства заканчивались в Средней Греции, оставляя Фессалию и Пелион на османской территории, оставшиеся в живых мидзелиоты в 1834 году перебрались на юго-западный, «греческий», берег залива Пагаситикос и построили Новую Мидзелу, которая после посещения этого пограничного тогда села королевой Амалией была названа Амалиаполис
Георгиос Каламидас, будучи потомком известного участника Освободительной войны, мидзелиота Димитриса Каламидаса, поступил в Училище морских кадетов, которое закончил в августе 1890 года в звании энсина.
Через семь лет принял участие в непродолжительной, сколь и «странной», греко-турецкой войне 1897 года.

## В период Балканских войн
Накануне Балканских войн греческий флот произвёл ряд спешных закупок.
Эсминец V-6 был заказан германским флотом и строился в Щецине. Готовый к сдаче, он был поспешно выкуплен греческим правительством вместе с однотипным «Керавнос» в связи с надвигающейся войной с турками. Бо́льшая часть стоимости корабля была оплачена греками Америки, после сбора денег организованного поэтом Спиросом Мацукасом, которому корабль был обязан своим необычным для греческого флота именем Неа Генеа (греч. Νέα Γενεά — Новое поколение).
Капитан Г. Каламидас принял эсминец в Германии и уже после начала войны успел присоединиться к эскадре флота 8 ноября 1912 года в порту Митилини (в день освобождения острова Лесбос).
Вместе с 4 эсминцами «типа Леон», также приобретёнными в последний момент, «Неа Генеа» и «Керавнос» были самыми новыми кораблями греческого флота.
11 ноября эсминец принял участие в освобождении острова Хиос.
3 (16) декабря 1912 года «Неа Генеа» в составе греческого флота, ведомого флагманом броненосцем Авероф под командованием адмирала Кунтуриотиса, принял участие в греческой победе над турецким флотом у Элли.
5 (18) января 1913 года «Неа Генеа» наряду с 4 греческими броненосцами и 8 эсминцами принял участие в последовавшей греческой победе над турецким флотом у Лемноса, после которой турецкий флот не посмел более выйти из проливов.

## В период Первой мировой войны
23 сентября 1916 года и после отставки контр-адмирала Папахристоса, связанной с конфронтацией по поводу вступления Греции в войну, капитан первого ранга Г. Каламидас, будучи командиром линкора «Лемнос», временно принял командование флотом.
В греческой «Морской и военной энциклопедии», изданной в тридцатые годы, период 1917 – 1923 годов для Г. Каламидаса указан как период его непрерывной службы на флоте.
Однако он баллотировался и был избран в парламент с монархической «Народной партией» в ноябре 1920 года.
Этот факт предполагает, что как многие другие офицеры монархисты, Г. Каламидас был демобилизован в период Национального раскола и был отозван на флот после победы монархистов на выборах ноября 1920 года.
Однозначно, что после завершения мировой войны, в 1918 году, в Украинском походе в поддержку Белого движения, линкором «Лемнос» командовал капитан П. Димулис.

## На последнем этапе Малоазийского похода
C 1919 года, Греция была вовлечена союзниками в Малоазийский поход. Однако с ноября 1920 года, когда в Греции к власти вновь пришёл король Константин, Италия, а затем Франция, стали открыто поддерживать турок.
На этом последнем этапе войны и в звании контр-адмирала, Г. Каламидас был назначен командующим «Второй эскадры» («Второго флота» -  Β' Στόλος), на которую было возложено патрулирование Босфора, Мраморного моря и западного побережья Малой Азии. Флагманским кораблём эскадры Каламидаса был линкор «Лемнос».
Правление монархистов и геополитические перемены в конечном итоге привели к Малоазийской катастрофе.
Греческая армия оставила Малую Азию.
26 августа /7 сентября находившейся в Смирне «Второй эскадре», в составе линкоров «Лемнос» и «Килкис», крейсера «Элли», эсминцев «Аспис» и «Сфендони» и вспомогательного крейсера «Наксос», под командованием контр-адмирала Каламидаса, было приказано уйти из города.
Первым вышли линкоры, за ними последовали «Элли» и эсминцы. Последним отошёл «Наксос».
При уходе греческой эскадры из Смирны, оркестры стоявших там итальянского линкора «Кайо Дуилио» и французских крейсеров «Вальдек-Руссо» и «Эрнест Ренан», соблюдая союзнический военный этикет, исполняли греческий национальный гимн, что в греческой историографии и сегодняшней публицистике, в лучшем случае, вызывает горькую иронию.
Авангард турецкой армии вошёл в Смирну 28 августа/9 сентября, после чего этот преимущественно христианский город был сожжен турками, а христианское население было подвергнуто резне.

## Восстание армии и флота
11 сентября 1922 года, за два дня до начала разрушения Смирны, эвакуированные на острова Хиос и Лесбос воинские части начали своё антимонархистское восстание.
Находившиеся там грузовые суда были мобилизованы восставшими для переброски в Лаврион и дальнейшего марша на Афины.
Нет информации о том что адмирал Г. Каламидас принимал непосредственное участие в восстании. Однако его флагманский «Лемнос» стал ареной первоначальных событий и он сам, как минимум, немым свидетелем событий.
Полковник Н. Пластирас обратился к адмиралу Каламидасу (через листовку врученную офицерами К. К. Скуфопулосом и Н. Виталисом) со словами: «Господа, Греция гибнет. Мы призываем вас спасти её, уважая ваши убеждения, если вы не согласны. Гарантируем вам безопасность и офицерскую честь. Ничего с вами не случится. Вас просят лишь следовать за нами, поскольку корабли принадлежат Отечеству и спешно пойдут спасать его».
13 сентября эскадра и конвой Каламидаса встретилась у острова Наксос с кораблями и судами вышедшими с Хиоса и Лесбоса и возглавляемыми начальником морской базы Хиоса Д. Фокасом :358 и К. Александрисом.
На «Лемнос» поднялся полковник С. Гонатас, который на борту линкора сформировал революционный совет 12 армейских и флотских офицеров.
Монархия была низложена. Командующим флотом стал участник революции капитан А. Хадзикирьякос.
Г. Каламидас, не преследовался революционными властями, но не имея прямого отношения к революции был демобилизован в следующем, 1923 году.
Контр-адмирал Г. Каламидас умер в Афинах в 1928 году.